# Força vital
Força vital (original: Lifeforce) és una pel·lícula fantàstica dirigida per Tobe Hooper, estrenada el 1985 i doblada al català.
Està inspirada en la novel·la Els Vampirs de l'espai, escrita per Colin Wilson.

## Argument
Una missió espacial, la "Churchill", és enviada a estudiar el cometa de Halley, que s'acosta a la Terra. Abans d'arribar a la seva destinació, troben una nau extraterrestre que aparentment ha naufragat, dissimulada a la cua del cometa de Halley.
Al seu interior troben tres éssers humans, una dona i dos homes, aparentment en situació d'hivernació. Quan desperten, es descobreix que «vampiritzen» els éssers humans traient-los no la seva sang, sinó la seva «força vital». Les víctimes d'aquesta punció, per sobreviure, es veuen obligades a vampiritzar al seu torn, donant així lloc a una epidèmia impossible de contenir...

## Repartiment
- Steve Railsback: coronel Tom Carlsen
- Peter Firth: coronel Colin Kane
- Frank Finlay: Faladay
- Mathilda May: la dona extraterrestre
- Patrick Stewart: Dr. Armstrong

## Box-Office
Força vital  estrenada als Estats Units el 21 de juny de 1985 va tenir una recaptació decebedora. Va ser en la 4a posició del box-office, darrere la pel·lícula de Ron Howard Cocoon. La recaptació al cinema de  Força vital  va ser d'11.603.545 dòlars als Estats Units, un fluix retorn per a un pressupost estimat en 25 milions de dòlars.